# Physiological Reviews
Physiological Reviews is een internationaal, aan collegiale toetsing onderworpen wetenschappelijk tijdschrift op het gebied van de fysiologie. De naam wordt in literatuurverwijzingen meestal afgekort tot Physiol. Rev. Het wordt uitgegeven door de American Physiological Society en verschijnt 4 keer per jaar.